# Guy Desessart
Guy Desessart, né le 2 mai 1924 à Noyon et mort le 4 février 2008 à Cuvilly,, est un homme politique français.

## Biographie
Il s'installe avec sa famille à Cuvilly, en 1932. 
Lors de la Seconde Guerre mondiale, il s'engage dans la Résistance. À l'issue de la Seconde Guerre mondiale, il s'engage en politique et devient conseiller municipal de Cuvilly, lors des élections municipales de 1953, et est élu maire à la mandature suivante. Il le reste jusqu'en 1983. Il est élu conseiller général du canton de Ressons-sur-Matz de 1961 à 1998 et devient vice-président chargé du sport et du tourisme. Il démissionne du mandat de conseiller général le 27 mars 1998,.
Aux élections régionales de 1986, il est élu sur la liste de Charles Baur et devient vice-président en 1992. 
En 1988, il est brièvement élu député de la première circonscription de l'Oise. À la suite d'une erreur typographique sur les bulletins de vote lui ayant porté préjudice, son concurrent socialiste Walter Amsallem contesta l'élection devant le conseil constitutionnel qui l'annule. Il ne se représente pas pour l'élection partielle qui en découle, expliquant dans un communiqué : « Avec ma famille, nous avons découvert ce que nous n'aurions jamais voulu rencontrer : la haine, la calomnie, les insultes sous toutes leurs formes. »
En 1994, il est fait chevalier de la Légion d'honneur.
En 1997, il rejoint le Front national.

## Détail des fonctions et des mandats
Mandat parlementaire
- 12 juin 1988 - 21 juin 1988 : Député de la 1re circonscription de l'Oise